# Melvyn López
Melvyn López (Santo Domingo, 5 giugno 1974) è un allenatore di pallacanestro dominicano.

## Carriera
Ha guidato la Rep. Dominicana ai Campionati americani del 2017.
Ha inoltre guidato la nazionale femminile ai Campionati americani del 2005.